# Снежнице
Снежнице (лат. Lagopus) род су малих птица из потпородице тетреба. Род данас чине три врсте са великим бројем описаних подврста, а све живе у тундрама или хладним брдским подручјима. Преферирају велике надморске висине и живе на теренима где је присутно расуто камење помешано с травом, на висинама између 1.800 и 3.000 метара.
Све три врсте су релативно незграпно грађене. Реп је кратак, а полни димофризам је слабо изражен. Најмања од ове три врсте је белорепа снежница, која достиже висину од свега 31—34 центиметра. Мужјаци снежница су у просеку тешки 1.300 грама, док просечна тежина женки износи 840 грама.
Као и остале врсте из потпородице тетреба, и снежнице преферирају ходање уместо летења, а полетеће само када су у опасности и тај лет је кратког трајања.
Снежнице су моногамне птице. На пролеће, парови формирају своје територије које потом бране од других птица. Парење се одвија у јулу, а након 21—24 дана инкубације излежу се млади, који су способни за лет већ након 15 дана. Када младе птице наврше три месеца, достижу висину одрасле јединке.

## Етимологија
Име рода Lagopus изведено је од старогрчких речи lagos (λαγος), што значи зец, и pous (πους), што значи стопало, а упућује на ноге и прсте оваквих група животиња адаптираних на хладноћу (као што је амерички зец). Специфијска имена muta и leucura су дуго била погрешно писана mutus и leucurus јер се погрешно веровало да завршетак назива рода Lagopus означава да је он мушког рода. Ипак, старогрчки термин λαγωπους је женског рода, а пошто специфијско име мора да се слаже са именом рода, исправни су називи muta и leucura.

## Врсте
| Живе врсте снежница                                                             | Живе врсте снежница | Живе врсте снежница | Живе врсте снежница |
| Народна и научна имена                                                          | Слика               | Опис | Распрострањеност и статус |
| ------------------------------------------------------------------------------- | ------------------- | --- | --- |
| Северна снежница Lagopus lagopus (Linnaeus, 1758)                               | Северна снежница    | Лето: мермерне браон боје или црвенкаста са црним репом и белим доњим деловима тела; зима: већина подврста има бело перје, а само је реп црн.                      | 10—20 подврста. Циркумполарна распрострањеност у шумама и мочварама северне Евроазије и Северне Америке. Статус: последња брига.            |
| Алпска снежница (такође и снежна кока) Lagopus muta (Montin, 1781)              | Алпска снежница     | Лето: сиви и браон доњи делови тела; зима: бело перје. Разликује се од северне снежнице по станишту — живи на већим надморским висинама и на неплоднијем земљишту. | 20—30 подврста. Арктичка и субарктичка Евроазија и Северна Америка, на стеновитим планинским падинама и у тундрама. Статус: последња брига. |
| Белорепа снежница (такође и белорепи тетреб) Lagopus leucura (Richardson, 1831) | Белорепа снежница   | Лето: сивкасто-браон и пегаво; зима: бело перје. Мужјаци препознатљиви по специфичним црвенкастим „крестама” изнад очију. Најмања од свих снежница.                | Алпске области изнад границе дрвећа у Северној Америци од Аљаске и западне Канаде до Новог Мексика. Статус: последња брига.                 |

Посебна британска подврста северне снежнице, црвени тетреб (Lagopus lagopus scotica) некада се сматрала засебном врстом, L. scotica, али оваква систематика није више прихваћена.

### Фосили
На основу фосила су данас познате само две праисторијске врсте и две палеоподврсте:
- (рани плиоцен, Бугарска? — касни плиоцен)
- (касни плиоцен, Вршец, Бугарска)[7]
- (плеистоцен, Западна Европа)
- (плеистоцен, Западна Европа)

## Галерија
-Lagopus lagopus зими
- Јаја алпске снежнице (Lagopus muta)
- Јаја снежнице